# Ogdoconta moreno
Ogdoconta moreno là một loài bướm đêm trong họ Noctuidae.

## Hình ảnh

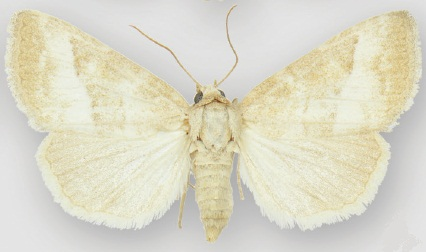
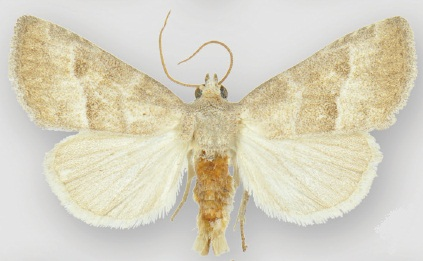